# Confraria de Sant Sebastià

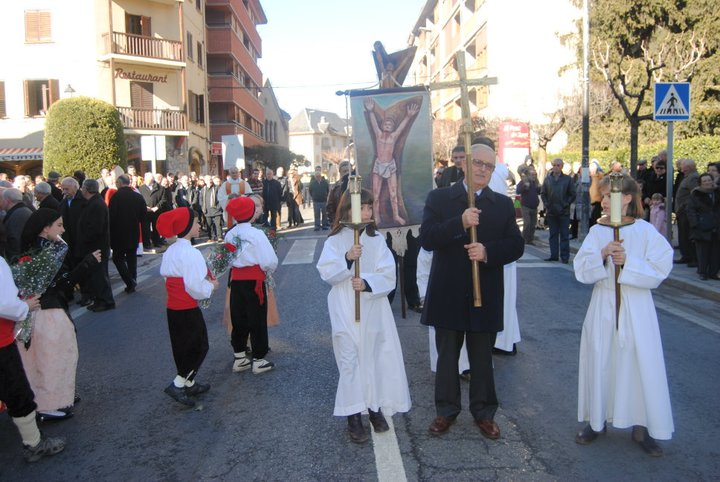
Processó pels carrers del poble

La Confraria de Sant Sebastià és una entitat encarregada d'organitzar les Festa de Sant Sebastià del Pont de Suert. El 2011 va rebre la Creu de Sant Jordi. Fou creada el 1503 pel rector de Sirès després d'una forta epidèmia a la vila per tal d'enterrar els morts fins que es pogués construir un nou cementiri amb nínxols. Des d'aleshores té uns 400 membres masculins, ja que les dones, tot i que preparen el menjar, no hi poden participar, i es reuneixen els dies 19, 20 i 21 de gener per a celebrar una festa gastronòmica la diada de Sant Sebastià, consistent en un sopar el primer dia, els tres àpats del segon dia i l'esmorzar i dinar del tercer dia, amb degustació de viandes de la zona (girella, corder, carn d'olla, sopa de pa, freginat), i una tertúlia. Després es nomenen els nous priors, donant una poma a les persones escollides i es fa una missa.
Tot i creada el 1503, els estatuts no foren recollits en l'anomenat Llibre Vell fins al 1730, i els seus membres no són únicament del municipi, sinó també d'arreu de la comarca. Hi havia diversos tipus de confrares: de diner, d'ovella, de llenya, de blat i d'escot (assumien els possibles dèficits i participaven dels guanys), segons les aportacions que feien a la confraria.
La confraria de Sant Sebastià també se celebra a Barcelona, des de l'any 1967 per iniciativa d'un grup de persones filles del poble. La festa no té tant ressò com al Pont de Suert, però per les persones del poble que viuen a Barcelona és una manera d'honorar al Sant Patró del seu poble.
La celebració té lloc el diumenge abans o després del 20 de gener, que és la festa al poble. Els priors que s'anomenen cada any s'encarreguen de l'organització de la trobada de l'any següent.
Els actes consisteixen en la celebració de l'Eucaristia i un dinar de germanor on hi és present un dels plats típics de la zona (la Girella) i, de postres nous.
El nombre d'assistents oscil·la entre 100 i 150 persones, però la tendència és a disminuir atès que la gent jove no s'anima a participar de la festa, no obstant al poble any rere any les noves generacions s'integren a la festa. La Confraria de Sant Sebastià a Barcelona va celebrar els 25 anys l'any 1992

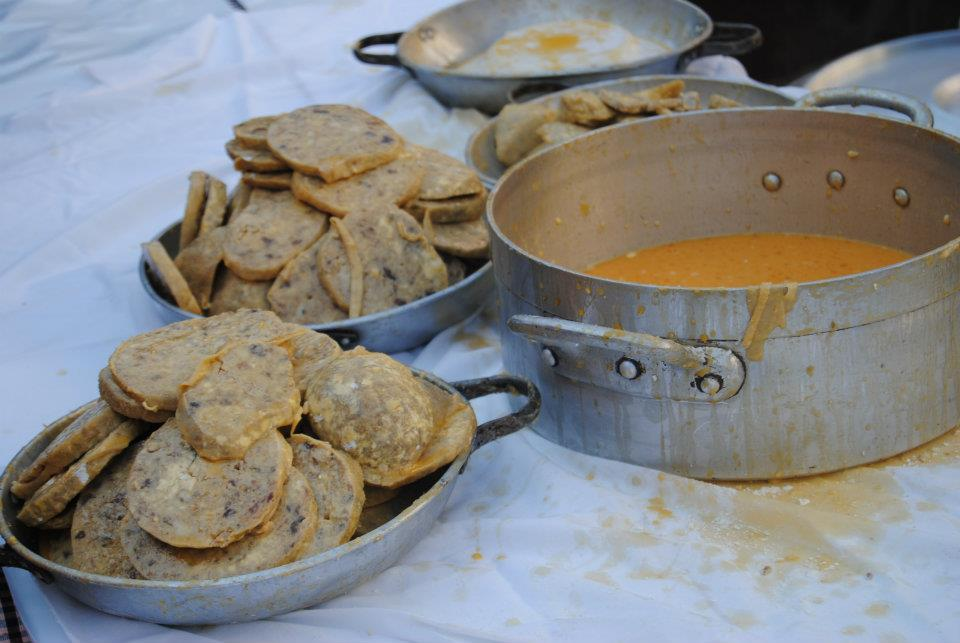
Plats de girella
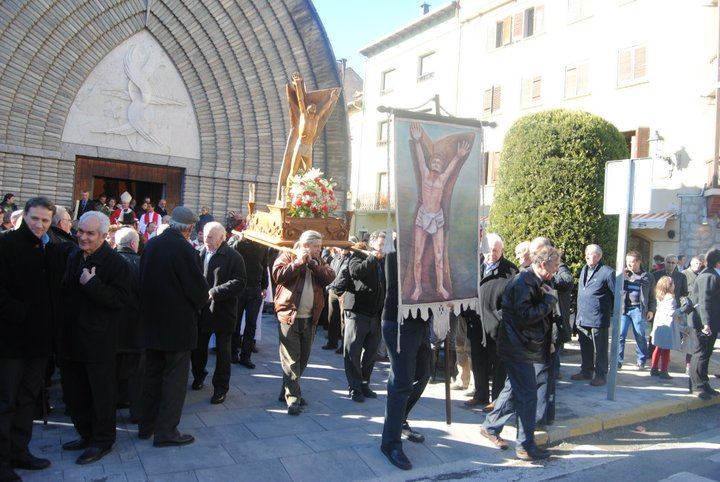
Processó a la sortida de l'Església
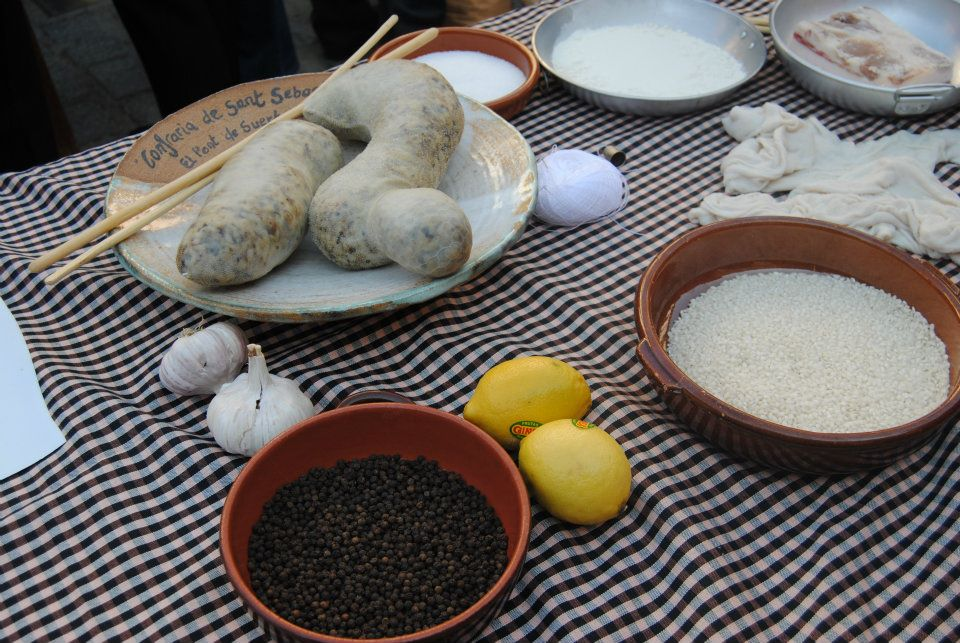
Ingredients del plat tradicional (la Girella)
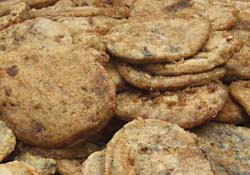
La girella
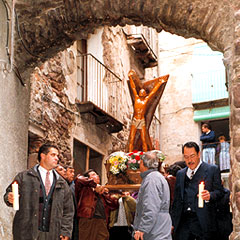
Processó passant pel barri vell